# لو مان (فرانسه)
لو مان (به فرانسوی: Le Mans) نام شهری در ایالت پیی دو لا لوآر فرانسه (Pays de la Loire) است. این شهر در شمال شرقی این ایالت واقع شده‌است. رود سارت نیز از این شهر گذر می‌کند.